# Cuiviénen
(J.R.R. Tolkien, Il Silmarillion)
Cuiviénen è un luogo di Arda, l'universo immaginario fantasy creato dallo scrittore inglese J.R.R. Tolkien. È la terra dove i Quendi o Elfi si risvegliarono.  Si dice che quel lago non fosse altro che un piccolo golfo nel Mare interno dello Helcar, all'estremo est della Terra di Mezzo, proprio sotto le pendici dei monti Orocarni. Il Risveglio degli Elfi ebbe luogo in tempi remoti (come narrato nel poema Cuivienyarna), durante gli Anni degli Alberi, e Cuiviénen da allora fu probabilmente distrutto.
La prima Suddivisione degli Elfi ebbe luogo quando gli Eldar partirono da Cuiviénen per Valinor, mentre gli Avari decisero di rimanere indietro.
Non si sa per quanto tempo gli Avari rimasero a Cuiviénen durante la Prima Era, ma è certo che il Mare dello Helcar cessò di esistere dopo la Guerra d'Ira, e quindi non vi fu mai un ritorno.

## Etimologia
Il nome (cuiviër + nen) significa "Acqua del Risveglio" in Quenya, e più precisamente indica il lago sulle cui rive si risvegliarono gli Elfi. Un equivalente noldorin, Nen-Echui, appare nel capitolo « Etimologie » di The Lost Road and Other Writings.

## Nella cultura popolare e nei media
Il risveglio degli elfi a Cuiviénen non è mai stato adattato cinematrogaficamente, ma ha ispirato alcuni disegnatori, tra i quali Ted Nasmith, il cui lavoro è comparso nella versione illustrata del Silmarillion e nel Calendario Tolkieniano del 2000, dove rappresenta il mese di agosto.
Il gruppo Fauns ha composto un brano dal titolo Cuiviénen, parte dell'album Leaffall.